# أوستيانو
أوستيانو؛ ( بريسيان : Üstià ) هي كومونا (بلدية) في مقاطعة كرموني في منطقة لومباردي الإيطالية ، وتقع على بعد حوالي 90 كيلومتر (56 ميل) جنوب شرق ميلانو وحوالي 20 كيلومتر (12 ميل) شمال شرق كريمونا. اعتبارًا من 31 ديسمبر 2004 ، كان عدد سكانها 3054 ومساحتها 19.4كلم مربع 7.5 ميل .
تقع أوستيانو على حدود البلديات التالية: غابيونيتا بينانوفا وغامبارا وبيسينا كريمونيز وبرالبوينو وسينيغا وفولونغو.
من بين الكنائس في الإقليم:
- الخطابة في التأديب.
- بييف دي سان غودينيزيو كنيسة الدير سابقا.
- كنيسة أبرشية سان ميشيل أركانجيلو.
- الخطابة الرومانكسية .

## روابط خارجية
- كومون دي اوستيانو